# Héroe (título)
El título de Héroe es otorgado por diversos gobiernos a aquellos ciudadanos que han realizado algún acto de sacrificio propio hacia el Estado, o por grandes logros en el campo militar o laboral. El primer título de Héroe que fue concedido fue el de Héroe de la Unión Soviética, seguido por el de Héroe del Trabajo Socialista. Otras naciones en el pasado otorgaron títulos de héroe y algunos países siguen haciéndolo aún hoy. Bielorrusia, Rusia y Ucrania son algunos de estos estados. El título no sólo es entregado a personas notables, sino también a entidades supraindividuales, como las ciudades. La medalla se concede como un reconocimiento público y otorga ventajas especiales a su concesionario que se mantienen hasta su muerte, además de la admiración y respeto de sus compatriotas. 

## Títulos soviéticos
El primer título de Héroe que fue concedido fue el de Héroe de la Unión Soviética. La distinción fue creada en 1934, pero la medalla no fue efectivamente entregada hasta 1939. La medalla, denominada Medalla de la Estrella de Oro, fue creada mediante decreto del Presidium del Soviet Supremo. El título fue otorgado por "hechos de heroísmo personales o colectivos rendidos a la URSS o a la sociedad socialista" y podía ser concedido a cualquier persona, fuera militar o civil. El segundo título de héroe concedido por la Unión Soviética recibió el nombre de Héroe del Trabajo Socialista. También conocido como la medalla Hoz y martillo, fue también creado por decreto del Presídium del Sóviet Supremo, el 22 de mayo de 1940. Sin embargo, la medalla fue instituida sobre todo para conmemorar a aquellos a los que les había sido ya otorgado el título, oficialmente establecido desde 1938. El título fue concedido por méritos heroicos en el trabajo, los cuales incluían crear y usar métodos que mejoraran la economía soviética e incrementaran su productividad y eficiencia. Ambos títulos eran concedidos por el Presídium del Sóviet Supremo junto a un diploma y la Orden de Lenin, la segunda condecoración nacional en orden de importancia de la Unión Soviética.

### Ciudades Heroicas

Escudo de armas de Sebastopol

El título de héroe no sólo se entregaba a las personas físicas. La Unión Soviética concedió el título de Ciudad Heroica a doce urbes y una fortaleza, incluyendo una ciudad ubicada en la RFS de Yugoslavia. El gobierno soviético decidió otorgar el título de Héroe a las ciudades que hubieran demostrado singular valentía durante la Gran Guerra Patriótica, que tuvo lugar de 1941 a 1945. Las doce ciudades soviética galardonadas fueron Minsk, Smolensk, Kiev, Odesa, Moscú, Leningrado, Tula, Sebastopol, Kerch, Múrmansk, Stalingrado y Novorossiysk. La ciudad heroica ubicada en Yugoslavia fue Liubliana, actual capital de Eslovenia. La única fortaleza a la que se otorgó este galardón fue Brest, a la que se le entregó el título Héroe-Fortaleza. A cada ciudad le fue concedida la medalla de la Estrella de Oro y se les permitió incluirla en el escudo de armas.

## Títulos no soviéticos
Varias naciones, además de la Unión Soviética, entregaron sus propios títulos de héroe. Algunos de estos países eran Estados miembros del Pacto de Varsovia. Estos títulos copiaban directamente o modificaban el galardón soviético. Mientras la mayoría de estas naciones decidía usar el sistema de dos títulos, Rumania fue la única que implementó un sistema de tres títulos. No todas las naciones comunistas o socialistas crearon el tratamiento de héroe, mientras que estados no alineados con la Unión Soviética o el comunismo sí que instituyeron dicho premio.

### Lista de títulos no soviéticos
- Afganistán: Héroe del Afganistán Revolucionario.
- Albania: Héroe del Pueblo y Héroe del Trabajo Socialista.
- Alemania del Este: Héroe de la República Democrática Alemana y Héroe del Trabajo.
- Bulgaria: Héroe de la República Popular de Bulgaria y Héroe del Trabajo Socialista.
- Cuba: Héroe de la República de Cuba (orden anexa: Orden Playa Girón).
- Checoslovaquia: Héroe de la CSSR y Héroe del Trabajo Socialista.
- Corea del Norte: Héroe de la República  (orden anexa: Orden de la Bandera Nacional) y Héroe del Trabajo de la República Popular Democrática de Corea  (orden anexa: Orden de la Bandera Nacional).
- Hungría: Héroe de la República Popular de Hungría.
- Jamaica: Orden del Héroe Nacional.
- Mongolia: Héroe de la República Popular de Mongolia.
- Rumania: Héroe de la República Socialista de Rumania, Héroe del Trabajo Socialista, y Héroe de la Revolución Agraria.
- Yugoslavia: Héroe Popular de Yugoslavia.
- Vietnamː Héroe de las Fuerzas Armadas del Pueblo

## Títulos postsoviéticos
Ambos títulos (Héroe de la Unión Soviética y el Héroe del Trabajo Socialista) fueron concedidos hasta el colapso de la Unión Soviética en 1991. Tras este evento, durante el que las quince Repúblicas que formaban parte de la Unión se disgregaran en naciones individuales, cada una de ellas, en diferentes momentos, comenzó a entregar sus propios títulos, órdenes y condecoraciones. Algunas, como Estonia, Lituania y Letonia, no conservaron el título de héroe para sus ciudadanos. Sin embargo, otras como Rusia, Bielorrusia y Ucrania mantuvieron sus propios títulos de héroe. El criterio para entregar la condecoración permaneció igual en estas naciones, y en la mayoría un mismo galardón premiaba tanto las acciones heroicas como los grandes logros laborales. Ucrania es el único antiguo miembro de la Unión Soviética que continúa con el sistema de dos títulos: Orden de la Estrella de Oro al heroísmo y Orden del Estado a los grandes logros en el trabajo. Georgia también estableció el título de Héroe Nacional y la Orden de Héroe Nacional en 2004. Una región separada de Georgia, Abjasia, tiene su propio título llamado Héroe de Abjasia.

### Lista de títulos postsoviéticos
- Bielorrusia - Héroe de Bielorrusia.
- Kazajistán - Héroe de Kazajistán.
- Rusia - Héroe de la Federación de Rusia.
- Turkmenistán - Héroe de Turkmenistán.
- Ucrania - Héroe de Ucrania (Orden de la Estrella de Oro y Orden del Estado).
- Uzbekistán - Héroe de Uzbekistán.
- Azerbaiyán - Héroe Nacional de Azerbaiyán